# 임재헌
임재헌(林栽憲, 1968년 5월 21일 ~ )은 대한민국의 작가이다. 충청남도 홍성에서 태어났고, 대학에서 문학을 전공한 후 농민신문사, KBS건강365에서 기자 및 편집장으로 근무하였다. 현재 낙농진흥회에 근무하고 있다.

## 작품배경
건강과 식생활을 주제로 오랜 기간 취재해온 내용을 토대로 1999년 아카데미북에서 [숨어 있는 성인병 이런 음식으로 고친다]와 2001년 [참으로 소중한 우리 가족을 위한 생활건강법]을 발간하면서 건강전문작가로써의 입지를 굳혔다. 
그러나 인터넷 시대에 접어들며 기존의 단행본 출간 방식에서 인터넷을 통한 정보 제공으로 방식을 전환을 하였고, 이 과정에서 다루는 주제의 폭이 보다 다양해졌다. 
대표적으로 오랜기간 취미활동으로 해오던 만화부분에 천착하기 시작하면서 2009년 동호회(네이버 카페 클로버문고의 향수) 회원 40여명과 함께 동호회 이름과 같은 제목의 도록집인 [클로버문고의 향수]를 발간했다. 
국내 만화사에 있어 한 획을 그었다는 평가를 받고 있는 대표적인 만화문고집인 클로버문고 429권은 7080세대들에게는 아련한 추억과 함께 만화사적으로도 매우 중요한 의미를 지닌 작품으로 평가받고 있다. 
이후에도 다양한 매체에 만화를 비롯하여 및 건강, 식품에 관한 다양한 글을 발표하고 있다.